# Second triumvirat
Cet article concerne la Rome antique. Pour l'organe exécutif argentin, voir Second triumvirat (Argentine).

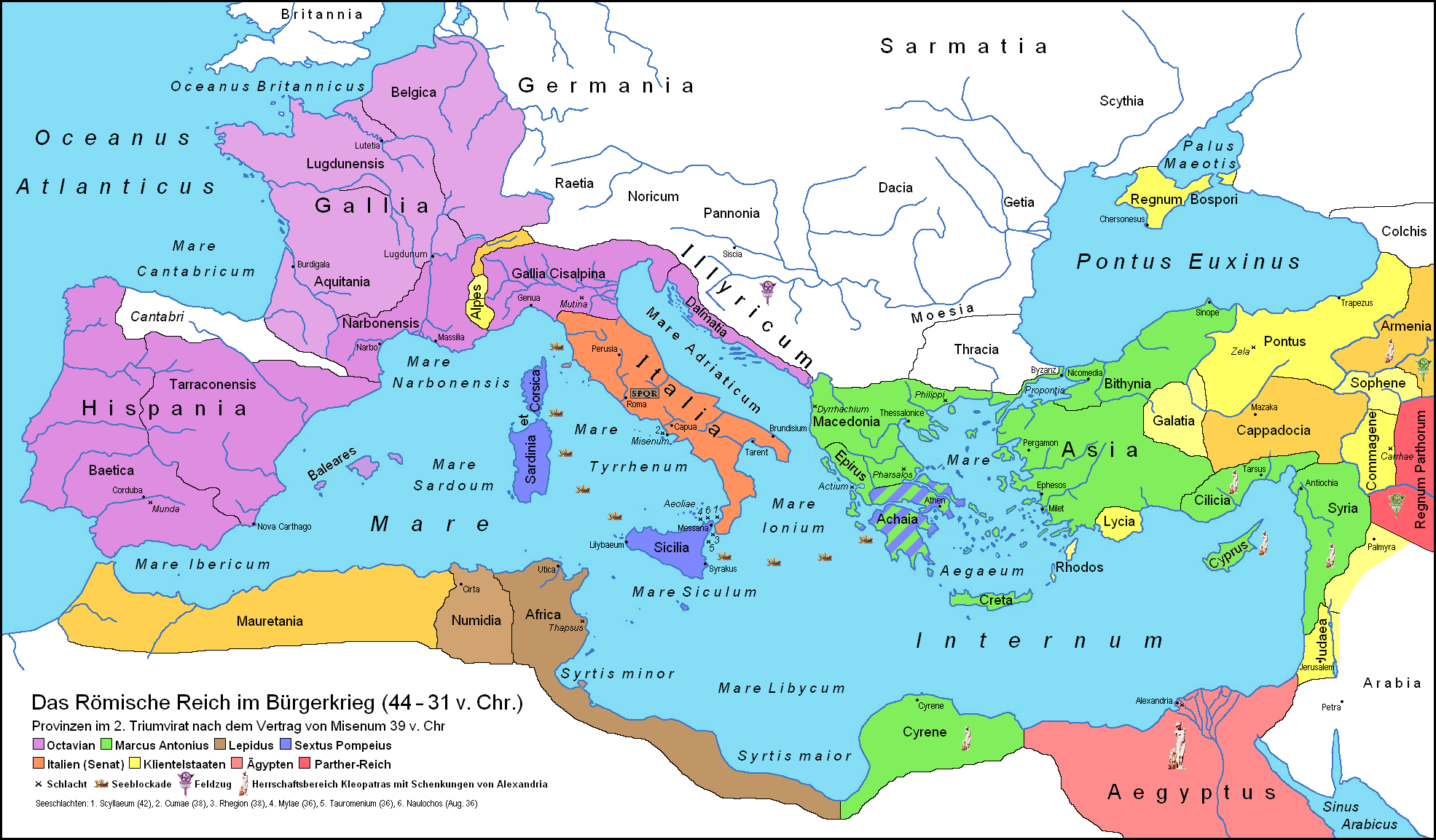
Le partage du monde romain après la paix de Misène en -39
Italie (Sénat)
Provinces d'Octave
Provinces de Marc-Antoine
Provinces de Lépide
Régions contrôlées par Sextus Pompée
Royaume d'Égypte (Cléopâtre)
États clients

Le second triumvirat est une alliance politique de la Rome antique scellée à Bologne le 11 novembre 43 av. J.-C. rassemblant Marc Antoine, Lépide et Octave (futur Auguste), qui prend fin en 32 av. J.-C.

## Histoire
Après l'assassinat de Jules César aux ides de mars 44 av. J.-C., la guerre civile reprend à Rome.
Le second triumvirat est une alliance politique réunissant Marc Antoine, consul de l'année -44 et ancien lieutenant de César, Lépide, ancien maître de cavalerie de César, et Octave, le futur empereur Auguste. Cet accord est scellé pour cinq ans à Bologne le 11 novembre 43 av. J.-C. à l'initiative d'Antoine et de Lépide. Il représente l'union des héritiers politiques de César face aux sénateurs qui ont proclamé Antoine et Lépide ennemis publics, et aux républicains, partisans des meurtriers du dictateur.
Lors de cet entretien, les trois hommes se répartissent le gouvernement des provinces et les légions. Octave hérite de l'Afrique, la Sicile, la Corse et la Sardaigne (les trois dernières seront cédées à Sextus Pompée dès -39) en plus de vingt légions. Antoine reçoit la Gaule chevelue et la Gaule cisalpine ainsi que vingt légions. Finalement, Lépide a la mainmise sur la Gaule narbonnaise et les provinces ibériques ainsi que sur trois légions. L'Italie reste indivise.

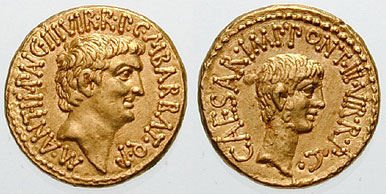
Aureus de -41 représentant Marc Antoine et Octave.

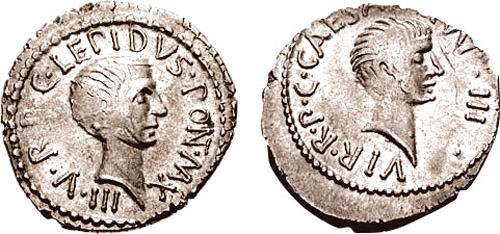
Denarius de -42 représentant Lépide et Octave.

Cet accord permet aussi aux triumvirs d'afficher la liste de leurs ennemis dont les biens sont confisqués et qui peuvent être exécutés sans jugement. C'est la proscription. À l'exemple de Sylla, ils organisent l'élimination physique de leurs opposants, dont la plus illustre victime est Cicéron. On affiche une première liste, puis une seconde pour un total de 300 victimes, soit 150 chevaliers et 150 sénateurs. Cette proscription a pour cible principale les membres du Sénat romain favorables à la restauration de la république.
Contrairement au premier triumvirat, qui était un accord destiné à rester secret, le second est officialisé par une loi : la lex Titia, votée par les comices romains le 27 novembre 43 av. J.-C.. Cette loi donne pour cinq ans des pouvoirs exceptionnels aux triumvirs (et en particulier l'Imperium qui permet de nommer les magistrats, de convoquer le peuple, de commander les légions…).
Les triumvirs sont victorieux des républicains lors de la bataille de Philippes en 42 av. J.-C. Un nouveau partage s'opère alors : Marc Antoine se voit accorder le pouvoir sur les provinces d'Orient et récupère la Gaule narbonnaise. Octave rafle toute l'Espagne et Lépide conserve la seule Afrique. En -41/-40, des tensions entre Octave et le frère de Marc Antoine provoquent la guerre de Pérouse, qui permet à Octave de s'emparer des Gaules. Néanmoins les triumvirs restent alliés à la suite de la paix de Brindisi. En -37, le triumvirat arrive à expiration et est officiellement reconduit pour une durée de cinq ans lors du pacte de Tarente. 
En -36, les triumvirs sont confrontés aux ambitions politiques du dernier fils de Pompée, Sextus, qui aimerait prendre place au sein d'un quadriumvirat. Maître de la Sicile, de la Corse et de la Sardaigne, celui-ci menace la paix civile (encore extrêmement fragile) et bloque le ravitaillement de Rome en organisant un blocus du blé au départ de la Sicile et de la Sardaigne. Après la bataille de Nauloque, il est finalement vaincu. Lépide, qui a débarqué en Sicile pour prêter main-forte à Octavien, croit pouvoir profiter de la situation pour ajouter la Sicile à ses possessions africaines. Abandonné par ses troupes qui rallient Octavien, il est exclu du triumvirat et relégué à Circei, sur la côte du Latium, jusqu’à sa mort vingt-quatre ans plus tard. Seules ses fonctions de grand pontife lui valent la vie sauve.
Après l'élimination de Sextus Pompée et la mise à l’écart de Lépide en -36, les relations entre Antoine et Octave se dégradent rapidement. 
Durant toute l'année 33 av. J.-C., les relations se détériorent entre les deux hommes. Le 1er janvier, Octavien, consul pour une seule journée, se livre à une attaque en règle contre Marc Antoine. Il lui reproche les cérémonies de l’été précédent à Alexandrie, durant lesquelles il aurait parodié le rituel romain du triomphe. Il l’accuse également d’avoir bradé les intérêts de Rome en Orient et outragé sa sœur. Marc Antoine ne se prive pas de répliquer en reprochant à Octavien de l’avoir empêché de recruter des soldats en Italie, d’avoir exclu ses vétérans des distributions de terres dans la Péninsule et enfin d’avoir destitué Lépide en s'appropriant tous les territoires autrefois attribués à leur ancien collègue. Le triumvirat arrive à expiration en 32 av. J.-C. sans que personne veuille le reconduire.
Comme la partie orientale du monde romain lui a été confiée, Antoine se consacre à la lutte contre les Parthes, qui n'ont jusqu'alors jamais été durablement vaincus par Rome ; il s'installe en Égypte et vit avec la reine Cléopâtre, que Jules César a en personne mise sur le trône d'Égypte quelques années auparavant, quoiqu'il demeure marié à Octavie, sœur d'Octave. 
Octave, très habilement, se posant alors en défenseur de la civilisation romaine contre les ambitions de Cléopâtre (qui souhaitait faire d'Alexandrie la capitale de la Méditerranée et est accusée de vouloir affaiblir Rome) et la « déviance orientalisante » d'Antoine, provoque la guerre entre les deux rivaux en 32 av. J.-C. Octave l'emporte facilement en -31 lors de la bataille d'Actium. Antoine, puis Cléopâtre, se suicident : l'Égypte devient alors propriété du Prince. Quand Octave revient à Rome, on lui octroie le titre d'Auguste, jusque-là réservé aux dieux, et il est sacralisé en 27 av. J.-C. En signe de paix, Auguste fait fermer les portes du temple de Janus. Le règne d'Auguste (27 av. J.-C. – 14 ap. J.-C.) marque la fin de la République et le début de l'Empire.

## Série télévisée
- Rome, produite par HBO, est une série télévisée diffusée en deux saisons, retraçant l'histoire de la République romaine, depuis la fin de la guerre des Gaules jusqu'à l'avènement d'Auguste. Le second triumvirat est directement traité dans les épisodes 6 à 10 de la saison 2. Les personnages d'Octave et de Marc Antoine sont joués respectivement par Max Pirkis (dans le rôle d'Octave jeune), puis Simon Woods (dans le rôle d'Octave adulte), et James Purefoy dans le rôle de Marc Antoine.